# لیک وایلی (کارولینای جنوبی)
لیک وایلی(به انگلیسی: Lake Wylie) شهری در ایالت کارولینای جنوبی کشور ایالات متحده آمریکا است که جمعیت آن در سرشماری سال ۲۰۱۰ میلادی، ۸٬۸۴۱ نفر بوده‌است.